# Байшу-Гуанду
Байшу-Гуанду (порт. Baixo Guandu) — муниципалитет в Бразилии, входит в штат Эспириту-Санту. Составная часть мезорегиона Северо-запад штата Эспириту-Санту. Входит в экономико-статистический микрорегион Колатина. Население составляет 29 610 человек на 2005 год. Занимает площадь 917,888 км². Плотность населения — 32,25 чел./км².
Праздник города — 10 апреля.

## История
Город основан 8 июня 1935 года.

## Статистика
- Валовой внутренний продукт на 2003 год составляет 106 952 053,00 реалов (данные: Бразильский институт географии и статистики).
- Валовой внутренний продукт на душу населения на 2003 год составляет 3806,39 реалов (данные: Бразильский институт географии и статистики).
- Индекс развития человеческого потенциала на 2000 год составляет 0,710 (данные: Программа развития ООН).

## География
Климат местности: тропический континентальный.